# 劉𡺭

劉𡺭，直隶天津府静海縣人，清朝政治人物，同进士出身。
嘉慶元年（1796年）丙辰科进士，授刑部主事。